# Jacques Hadamard
Jacques Salomon Hadamard (Versalles, Francia, 8 de diciembre de 1865 - París, 17 de octubre de 1963) fue un matemático francés, que trabajó en las universidades de Burdeos y en la Sorbona de París. Trató diversos temas de física matemática. También Colaboró en el establecimiento de las bases del análisis infinitesimal y desarrolló el teorema sobre el valor absoluto de un determinante.
Sucede en 1912, a Henri Poincaré en la Academia de Ciencias de Francia. Su logro más conocido es la demostración que lleva a cabo en 1896 (obtenida de modo independiente ese mismo año por el matemático belga Charles-Jean de la Vallée Poussin) del teorema de los números primos. Estableció asimismo la noción de problema bien planteado en el terreno de las ecuaciones diferenciales. Es también uno de los matemáticos que más han contribuido en el desarrollo del análisis infinitesimal y desarrolló el teorema sobre el valor absoluto de un determinante.
Ha dado su nombre a las matrices de Hadamard, al Teorema de Cauchy-Hadamard y se utiliza en criptografía la pseudo-transformación de Hadamard.
En su libro Psicología de la invención en el campo matemático, Hadamard usa la introspección para describir el proceso mental matemático. Describe su propio pensamiento matemático como mayormente sin palabras, acompañado a menudo de imágenes mentales que condensan la idea global de una prueba, en franca oposición a autores que identifican el lenguaje y la cognición. Realizó una encuesta entre 100 de los físicos más relevantes del momento (aprox. 1900), preguntándoles cómo realizaban su trabajo. Muchas de las respuestas fueron idénticas a la suya; algunos informaron de que veían los conceptos matemáticos como colores.
Entre sus estudiantes se incluyeron Mauric Fréchet, Paul Lévy, Szolem Mandelbrojt y André Weil.

## Biografía
Hijo del profesor Amédée Hadamard, de origen judío, y de Claire Marie Jeanne Picard, Hadamard nació en Versalles y estudió en el Liceo Carlomagno y en el Liceo Louis-le-Grand, donde impartía clases su padre. En 1884, Hadamard ingresó en la École Normale Supérieure, tras obtener el primer puesto en los exámenes de ingreso tanto allí como en la École Polytechnique. Entre sus profesores figuran Tannery, Hermite, Darboux, Appell, Goursat y Picard. Se doctoró en 1892 y ese mismo año recibió el Grand Prix des Sciences Mathématiques por su ensayo sobre la función zeta de Riemann.
En 1892 Hadamard se casó con Louise-Anna Trénel, también de ascendencia judía, con la que tuvo tres hijos y dos hijas. Al año siguiente obtuvo una cátedra en la Universidad de Burdeos, donde demostró su desigualdad célebre sobre determinantes, que condujo al descubrimiento de la matrices de Hadamard cuando se cumple la igualdad.
En 1896 realizó dos importantes contribuciones: demostró el teorema de los números primos, utilizando la teoría de las funciones complejas (también demostrado independientemente por Charles Jean de la Vallée-Poussin); y fue galardonado con el Premio Bordin de la Academia Francesa de Ciencias por sus trabajos sobre geodésicas en la geometría diferencial de superficies y sistemas dinámicos. Ese mismo año fue nombrado catedrático de astronomía y mecánica racional en Burdeos. Sus trabajos fundacionales sobre geometría y dinámica simbólica continuaron en 1898 con el estudio de las geodésicas sobre superficies de curvatura negativa. Por su trabajo acumulativo, fue galardonado con el Prix Poncelet en 1898.
Tras el asunto Dreyfus, que le implicó personalmente porque su prima segunda Lucie era la esposa de Dreyfus, Hadamard se volvió políticamente activo y un firme defensor de las causas judías aunque se profesaba ateo en su religión.
En 1897 se trasladó de nuevo a París, ocupando puestos en la Sorbona y en el Collège de France, donde fue nombrado catedrático de Mecánica en 1909. Además de este puesto, fue nombrado catedrático de análisis en la École Polytechnique en 1912 y en la École Centrale en 1920, sucediendo a Jordan y Appell.
En París, Hadamard centró sus intereses en los problemas de física matemática, en particular las ecuaciones diferenciales parciales, el cálculo de variaciones y los fundamentos del análisis funcional. Introdujo la idea de problema bien planteado y el método de descenso en la teoría de las ecuaciones diferenciales parciales, culminando en su libro seminal sobre el tema, basado en conferencias impartidas en la Universidad de Yale en 1922. Más tarde escribió sobre teoría de la probabilidad y educación matemática.
Hadamard fue elegido miembro de la Academia Francesa de Ciencias en 1916, en sucesión de Poincaré, cuyas obras completas ayudó a editar. Fue nombrado miembro extranjero de la Real Academia de las Artes y las Ciencias de los Países Bajos en 1920. Fue elegido miembro extranjero de la Academia de las Ciencias de la URSS en 1929. Visitó la Unión Soviética en 1930 y 1934 y China en 1936 por invitación de matemáticos soviéticos y chinos. Hadamard permaneció en Francia al comienzo de la Segunda Guerra Mundial y escapó al sur de Francia en 1940. El gobierno de Vichy le permitió marcharse a Estados Unidos en 1941 y obtuvo un puesto de profesor visitante en la Universidad de Columbia de Nueva York. Se trasladó a Londres en 1944 y regresó a Francia cuando terminó la guerra en 1945.
Hadamard fue nombrado doctor honoris causa (LL.D.) por la Universidad de Yale en octubre de 1901, durante las celebraciones del bicentenario de la universidad. En 1956 recibió la medalla de oro del CNRS por los logros de su vida. Murió en París en 1963, a la edad de noventa y siete años.
Entre los alumnos de Hadamard se encontraban Maurice Fréchet, Paul Lévy, Szolem Mandelbrojt y André Weil.

### Últimos años
Sus dos primeros hijos, Pierre y Étienne murieron en el frente en 1916.
En 1940 huyó de la ocupación con su familia gracias a Louis Rapkine y se instaló en Estados Unidos. La bienvenida no fue la más cálida. Se dice que Jacques Hadamard ni siquiera logró ser reconocido como matemático entre los académicos americanos Para sobrevivir, dio conferencias en la Universidad Francesa Libre (École libre des Hautes Études que, al final de la guerra, sería trasladada a Francia para convertirse en la École des Hautes Études en Sciences Sociales (EHESS)), escuela creada por iniciativa de Claude Lévi-Strauss para permitir que los intelectuales franceses exiliados en Nueva York siguieran expresándose. Estaba financiado por la Fundación Rockefeller. Jacques Hadamard se enteró de la muerte de su tercer y último hijo, el teniente Mathieu Hadamard, en 1943, en Libia Al finalizar la guerra, Hadamard volvió a instalarse en París.
En 1956 recibió la medalla de oro del Centro Nacional para la Investigación Científica (CNRS), la más alta distinción científica francesa,  por el conjunto de su obra
En 1962, la muerte de su nieto, Étienne Picard, hijo de su hija Cécile, en un accidente de montaña lo debilitó considerablemente. Murió al año siguiente a la edad de 97 años.

## Sobre la creatividad
En su libro Sicología de la invención en el campo de las matemáticas, Hadamard utiliza los resultados de la introspección para estudiar los procesos de pensamiento matemático,: 2  y trata de informar e interpretar observaciones, personales o recopiladas de otros estudiosos involucrados en el trabajo de invención.: 133  En marcado contraste con los autores que identifican lenguaje y cognición, describe su propio pensamiento matemático como en gran parte sin palabras, a menudo acompañado de imágenes mentales que representan la solución completa a un problema. Encuestó a 100 de los principales físicos de la época (aproximadamente en 1900) y les preguntó cómo hacían su trabajo.
Hadamard describió las experiencias de los matemáticos y físicos teóricos Carl Friedrich Gauss, Hermann von Helmholtz, Henri Poincaré y otros como ver soluciones completas con "repentina espontaneidad".: 13–16 
Hadamard describió el proceso como teniendo cuatro pasos del modelo de proceso de cinco pasos creativo de Graham Wallas, con los primeros tres también presentados por Helmholtz:: 56  Preparación, incubación, iluminación y verificación.

## Algunas publicaciones
- An Essay on the Psychology of Invention in the Mathematical Field. Princeton Univ. Press, 1945; nueva edición con el título The Mathematician’s Mind: The Psychology of Invention in the Mathematical Field. 1996; ISBN 0-691-02931-8, Online

- Œuvres de Jacques Hadamard. Vols. I, II, III, IV. Ed. du Centre National de la Recherche Scientifique, Paris, 1968.

- Le problème de Cauchy et les équations aux dérivées partielles linéaires hyperboliques, Hermann 1932 (Conferencias de Yale, edición inglesa Lectures on Cauchy’s problem in linear partial differential equations, Yale University Press, Oxford Univ. Press 1923, reprint Dover 2003)

- La série de Taylor et son prolongement analytique, 2ª ed. Gauthier-Villars 1926

- La théorie des équations aux dérivées partielles, Peking, Editions Scientifiques, 1964

- Leçons sur le calcul des variations, vol. 1, Paris, Hermann 1910, Online

- Leçons sur la propagation des ondes et les équations de l’hydrodynamique, Paris, Hermann 1903 Online

- Non-Euclidean geometry in the theory of automorphic functions, Am. Mathematical Soc. 1999

- Four lectures on Mathematics, delivered at Columbia University 1911, Columbia Univ. Press 1915 (1. The definition of solutions of linear partial differential equations by boundary conditioins, 2. Contemporary researches in differential equations, integral equations and integro-differential equations, 3. Analysis Situs in connection with correspondendes and differential equations, 4. Elementary solutions of partial differential equations and Greens functions), Online

- Leçons de géométrie élémentaire, 2 vols. Paris, Colin, 1898 1906 (traducido al inglés Lessons in Geometry, Am. Mathematical Soc. 2008), vol. 1, vol. 2

- Cours d’analyse professé à l’École polytechnique, 2 vols. Paris, Hermann 1925/27, 1930 (vol. 1: Compléments de calcul différentiel, intégrales simples et multiples, applications analytiques et géométriques, équations différentielles élémentaires, vol. 2 Potentiel, calcul des variations, fonctions analytiques, équations différentielles et aux dérivées partielles, calcul des probabilités)

- Essai sur l'étude des fonctions données par leur développement de Taylor. Étude sur les propriétés des fonctions entières et en particulier d'une fonction considérée par Riemann, 1893, Online

- Sur la distribution des zéros de la fonction {\displaystyle \zeta (s)} et ses conséquences arithmétiques, Bull. de la Société Mathématique de France 24, 1896: 199-220 (prueba de teorema del número primo) Online
- Hadamard, Jacques (2003). Lectures on Cauchy's problem in linear partial differential equations. Dover Phoenix editions. Dover Publications, New York. ISBN 978-0-486-49549-1. JFM 49.0725.04. MR 0051411.
- Hadamard, Jacques (1999). Non-Euclidean geometry in the theory of automorphic functions. History of Mathematics 17. Providence, R.I.: American Mathematical Society. ISBN 978-0-8218-2030-8. MR 1723250.
- Hadamard, Jacques (2008). Lessons in geometry. I. Providence, R.I.: American Mathematical Society. ISBN 978-0-8218-4367-3. MR 2463454. doi:10.1090/mbk/057.
- Hadamard, Jacques (1968).  Fréchet, M.; Lévy, P.; Mandelbrojt, S. et al., eds. Œuvres de Jacques Hadamard. Tomes I, II, III, IV. Éditions du Centre National de la Recherche Scientifique, Paris. MR 0230598.

## Honores
El asteroide (10382) Hadamard fue nombrado así en su honor.